# Alleghany County, North Carolina
Alleghany County är ett administrativt område i delstaten North Carolina, USA, med 11 155 invånare. Den administrativa huvudorten (county seat) är Sparta. 

## Geografi
Enligt United States Census Bureau så har countyt en total area på 611 km². 608 km² av den arean är land och 3 km² är vatten. 

### Angränsande countyn
- Grayson County, Virginia - nord
- Surry County, North Carolina - öst
- Wilkes County, North Carolina - syd
- Ashe County, North Carolina - väst